# 劉沛泉
劉沛泉（1893年—1940年6月），字毅夫，廣東省南海縣聯鑣村人。中華民國時期軍事人物，曾任空軍第二路司令。為中國第一個在空中舉行婚禮的人。

## 生平
1910年廣東省政府為振興實業訓練技工所設的增步習藝所招收徒工，當時劉沛泉報名並順利入取，並在增步習藝所遇到了陳策和張發奎，日後人們稱他們仨帶表了中華民國陸海空三軍。1915年任《覺魂日報》記者，劉沛泉對旅美華裔青年譚根在香港及廣州地區進行飛行表演進行報導，使得譚根在當時聲名大噪，並且在事後獲得譚的賞識，隨後被聘請為祕書。
1920年被唐繼堯聘為雲南航空處處長，兼航空學校校長、滇軍總司令部高級參議。1922年秋，劉沛泉從廣東招攬了一批航空人員到昆明，並在香港訂購「貝來蓋式飛機」6台。唐繼堯隨即成立航空處，由劉沛泉任處長。1926年南京國民政府委派為國民革命軍東路軍航空司令，1927年3月，白崇禧率領北伐軍東路軍攻入上海，接收了孫傳芳的航空隊成立國民革命軍東路軍航空司令部，由劉沛泉任司令，張維任副司令，陳棲霞任參謀長，下轄兩支航空隊。1940年6月因心肌梗塞病逝於香港，當時中國領導人蔣中正還派人送了個花圈。

## 軼事

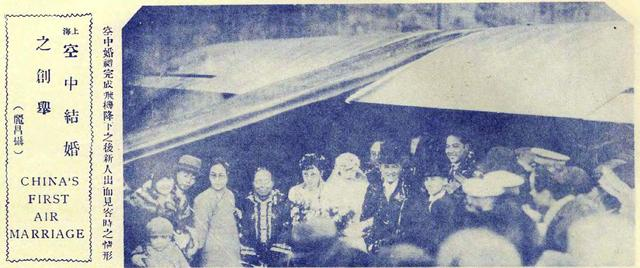
劉沛泉將軍與王淑貞女士在空中舉行婚禮

劉沛泉與王淑貞女士於1929年聖誕節，在上海虹橋機場搭乘滬蓉航線民用飛機，在飛機上完成結婚典禮，下午4點飛機降落，在走出飛機時合影留念。良友畫報1930年1月號對劉沛泉將軍在空中舉辦婚禮進行了報導，報導將這次的婚禮稱為中國第一次的空中結婚典禮。12月27日《航空大家劉沛泉飛機師與王素貞女士空中結婚》的新聞紀錄片在上海各大影院、戲院上映。

### 書籍
- 《民國空軍的航跡》